# Paspalum galapageium
Paspalum galapageium är en gräsart som beskrevs av Mary Agnes Chase. Paspalum galapageium ingår i släktet tvillinghirser, och familjen gräs. Inga underarter finns listade i Catalogue of Life.